# Tabórz
Tabórz (deutsch Taberbrück) ist ein Ort in der polnischen Woiwodschaft Ermland-Masuren. Er gehört zur Gmina Łukta (Landgemeinde Locken) im Powiat Ostródzki (Kreis Osterode in Ostpreußen).

## Geographische Lage
Tabórz am Flüsschen Taborzanka (deutsch Taber) liegt am Südufer des Jezioro Tabórz (deutsch Taber-See) im Westen der Woiwodschaft Ermland-Masuren. Bis zur Kreisstadt Ostróda (deutsch Osterode in Ostpreußen) sind es zehn Kilometer in südwestlicher Richtung.

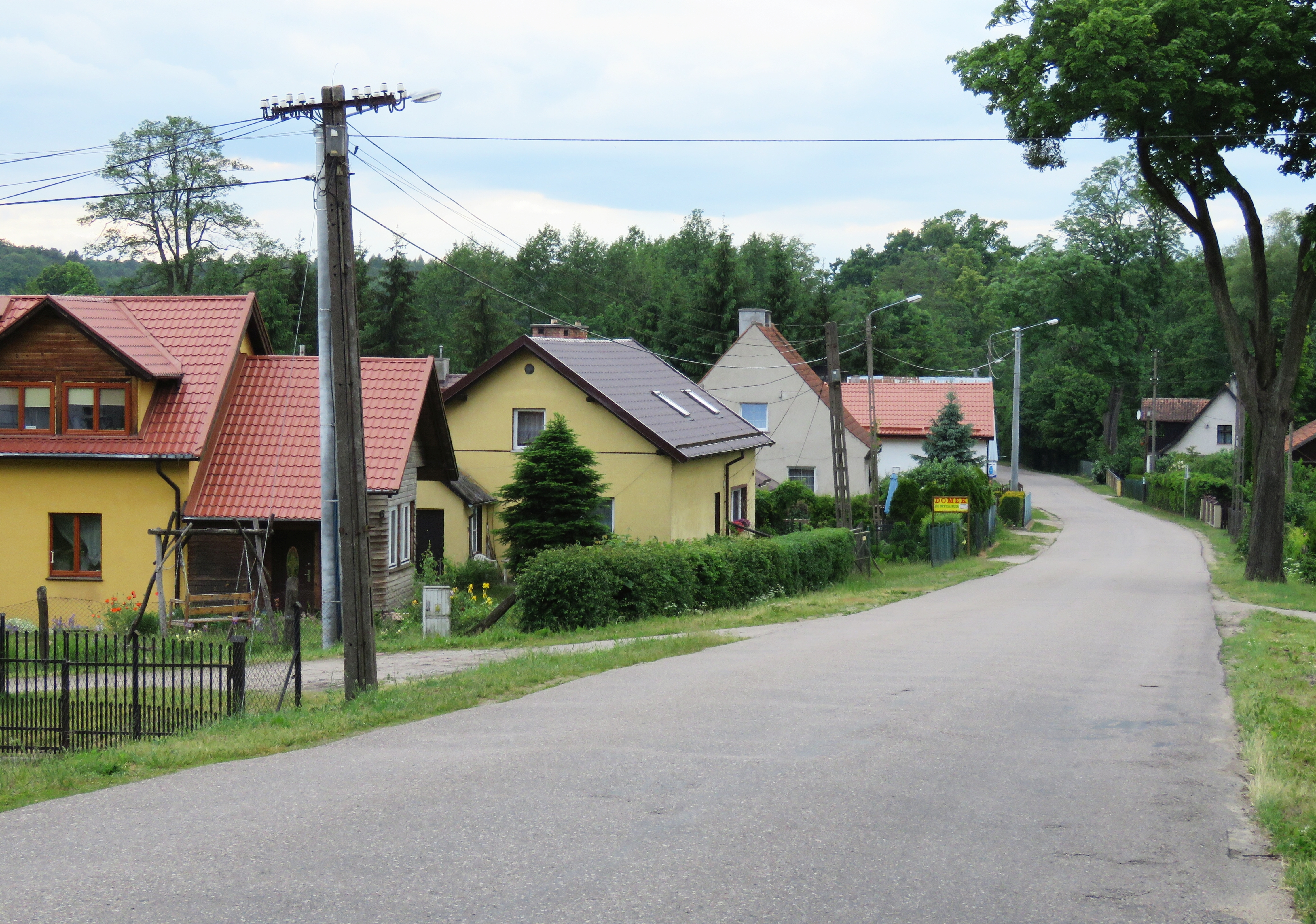
Dorfstraße in Tabórz

|  |

## Geschichte

### Ortsgeschichte
Die erste urkundliche Erwähnung des dann zum Staatsforst Taberbrück gehörenden Dorfs mit Forstamt, Oberförsterei und mehreren Gehöften erfolgte im Jahre 1538. Am 7. Mai 1874 wurde Taberbrück Amtsdorf und damit namensgebend für einen Amtsbezirk im Kreis Osterode in Ostpreußen, in den außer dem Dorf noch der Gutsbezirk Taberbrück, Oberförsterei eingegliedert war und ab 1929 zum Gutsbezirk Taberbrücker Heide, Forst gehörte. Der Gutsbezirk Taberbrück, Forst, findet Erwähnung in einem am 30. Juli 1874 errichteten Amtsbezirk Taberbrück, der allerdings zum Kreis Mohrungen gehörte und 1930 in „Amtsbezirk Pörschken“ (polnisch Prośno) umbenannt wurde.
Im Jahre 1910 waren im Ort Taberbrück 178, im Gutsbezirk Oberförsterei Taberbrück drei Einwohner gemeldet. Die Zahl der Einwohner im Dorf Taberbrück mit seinen Ortsteilen Bärenwinkel (polnisch Niedźwiady), Eckschilling (Szeląg) und Markuschöwen (, 1938 bis 1945 Markushöfen, polnisch Markuszewo) belief sich 1933 auf 144 und 1939 auf 130.
Das gesamte südliche Ostpreußen musste 1945 in Kriegsfolge an Polen abgetreten werden. Davon war auch Taberbrück betroffen. Das Dorf erhielt die polnische Namensform „Tabórz“ und ist heute als Sitz eines Schulzenamts (polnisch Sołectwo) – zuständig auch für Markuszewo, Niedźwiady und Szeląg – eine Ortschaft im Verbund der Landgemeinde Łukta (Locken) im Powiat Ostródzki (Kreis Osterode in Ostpreußen), bis 1998 der Woiwodschaft Olsztyn, seither der Woiwodschaft Ermland-Masuren mit Sitz in Olsztyn (Allenstein) zugehörig.

### Amtsbezirk Taberbrück, Kreis Osterode (1874–1945)
Der am 7. Mai 1874 errichtete Amtsbezirk Taberbrück bestand bis 1945. Gehörten ihm ursprünglich acht Orte an, so waren es am Ende noch vier:
| Deutscher Name              | Polnischer Name | Anmerkungen                                        |
| --------------------------- | --------------- | -------------------------------------------------- |
| Dungen                      | Dąg             |                                                    |
| Faltianken                  | Faltyjanki      | 1884 in den Amtsbezirk Bieberswalde umgegliedert   |
| Figehnen                    | Fiugajny        | 1908 in den Amtsbezirk Prinzwald umgegliedert      |
| Plichten                    | Plichta         |                                                    |
| Pupken                      | Pupki           | 1886 in den Amtsbezirk Jablonken umgegliedert      |
| Taberbrück, Ort             | Tabórz          |                                                    |
| Taberbrück, Oberförsterei   |                 | 1929 nach Taberbrücker Heide, Forst, eingegliedert |
| Tharden                     | Tarda           | 1908 in den Amtsbezirk Prinzwald umgegliedert      |
| seit 1904: Prinzwald, Forst | Barcinek        | 1908 in den Amtsbezirk Prinzwald umgegliedert      |

Am 1. Januar 1945 bildeten lediglich noch die Orte Dungen, Plichten, Taberbrück und Taberbrücker Heide, Forst, den Amtsbezirk Taberbrück.

### Amtsbezirk Taberbrück, Kreis Mohrungen (1874–1930)
Der zum Kreis Mohrungen gehörende Amtsbezirk Taberbrück entstand am 30. Juli 1874. Er bestand bis 1900 lediglich aus dem Gutsbezirk Taberbrück, Forst:
| Deutscher Name              | Polnischer Name | Anmerkungen |
| --------------------------- | --------------- | --- |
| Taberbrück, Forst           | Tabórz          | 1927 in Gutsbezirk Reußen, Forst umbenannt und 1928 zu Teilen nach Schwenkendorf bzw. Reußen eingegliedert     |
| seit 1900: Pörschken, Forst | Prośno          | Gebildet im Jahre 1900 aus Teilen des Oberförstereibezirks Prinzwald und 1928 in eine Landgemeinde umgewandelt |

Am 24. Januar 1930 wurde der Amtsbezirk Taberbrück in „Amtsbezirk Pörschken“ umbenannt, der dann bis 1945 lediglich noch aus der Landgemeinde Pörschken bestand.

## Naturschutzgebiet „Sosny Taborskie“

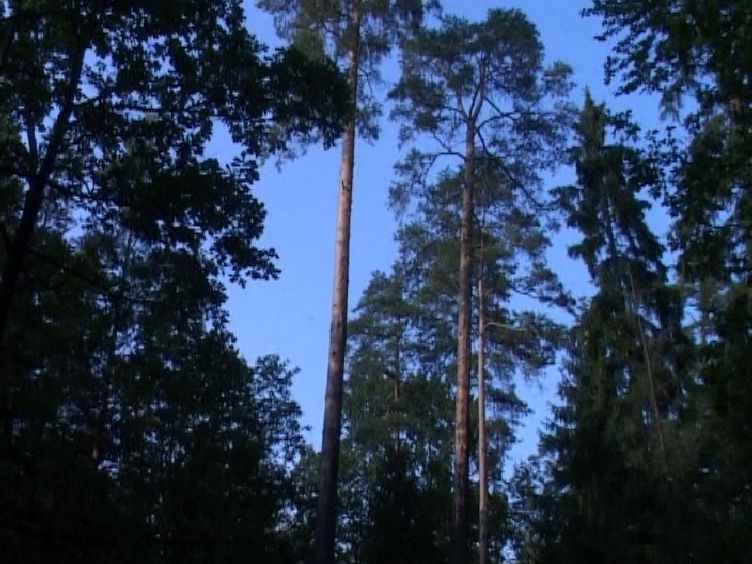
Hochgewachsene Tabor-Kiefern

Im Westen von Tabórz liegt das Reserwat przyrody Sosny Taborskie (Naturschutzgebiet „Tabor-Kiefern“). Es umfasst einen über 250 Jahre alten Baumbestand besonders von Kiefern in höchster Qualität: es wurden immer nur einzeln ausgesuchte Stämme im Wald geschlagen, junge Bäume wuchsen heran, bis sie das richtige Format und Alter hatten, um gefällt zu werden (Plenterbetrieb), etwa 120 cm Durchmesser, etwa 120 bis 130 Jahre als und bis zu 40 Meter hoch. Bereits im 16. Jahrhundert erwarb die dänische Königin das Kiefernholz aus den Taberbrücker Forsten, auch Napoleon soll ein besonderes Interesse für diese „bois de tabre“ gehabt haben.

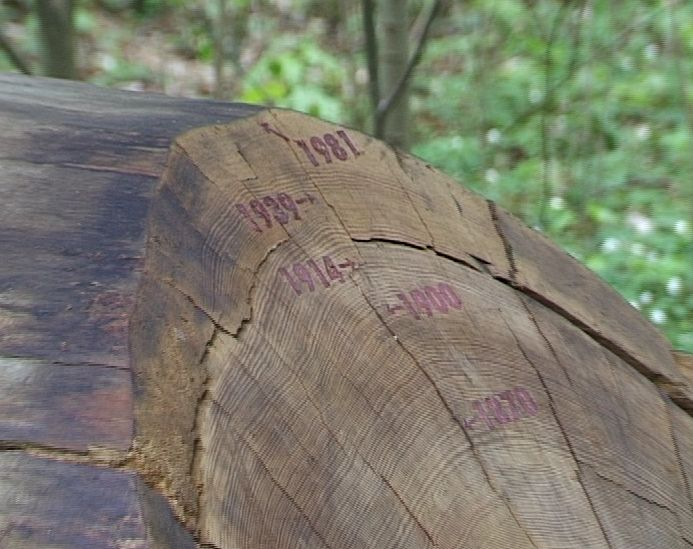
Kiefernquerschnitt

 Querschnitte von Kiefern wurden auf der Weltausstellung Paris 1900 ausgestellt, 1914 waren sie zu 50 % teurer als Stämme anderer Bäume dieser Art.
Im Taberbrücker Forst (polnisch Lasy Taborskie) gibt es nicht nur Kiefern, sondern auch Fichten und verschiedene Laubbäume. Im Jahre 2019 lebten hier drei Wolfsrudel.
Durch das Naturschutzgebiet führt ein 1,5 Kilometer langer Lehrpfad mit Informationstafeln.

## Kirche
Bis 1945 war Taberbrück in die evangelische Kirche Locken (polnisch Łukta) in der Kirchenprovinz Ostpreußen der Kirche der Altpreußischen Union, außerdem in die römisch-katholische Kirche Osterode in Ostpreußen eingepfarrt.
Heute gehört Tabórz katholischerseits zur Pfarrei Łukta im Erzbistum Ermland, evangelischerseits zur Kirche Łęguty (Langgut), einer Filialkirche von Ostróda in der Diözese Masuren der Evangelisch-Augsburgischen Kirche in Polen.

## Verkehr
Tabórz liegt an der verkehrsreichen Woiwodschaftsstraße 530, die die Städte Ostróda und Dobre Miasto (Guttstadt) miteinander verbindet. Regionale Nebenstraßen verbinden Tabórz mit Plichta (Plichten), Markuszewo (Markuschöwen, 1938 bis 1945 Markushöfen) und Ruś (Reußen).
Eine Anbindung an den Bahnverkehr besteht nicht.